# Loopsided

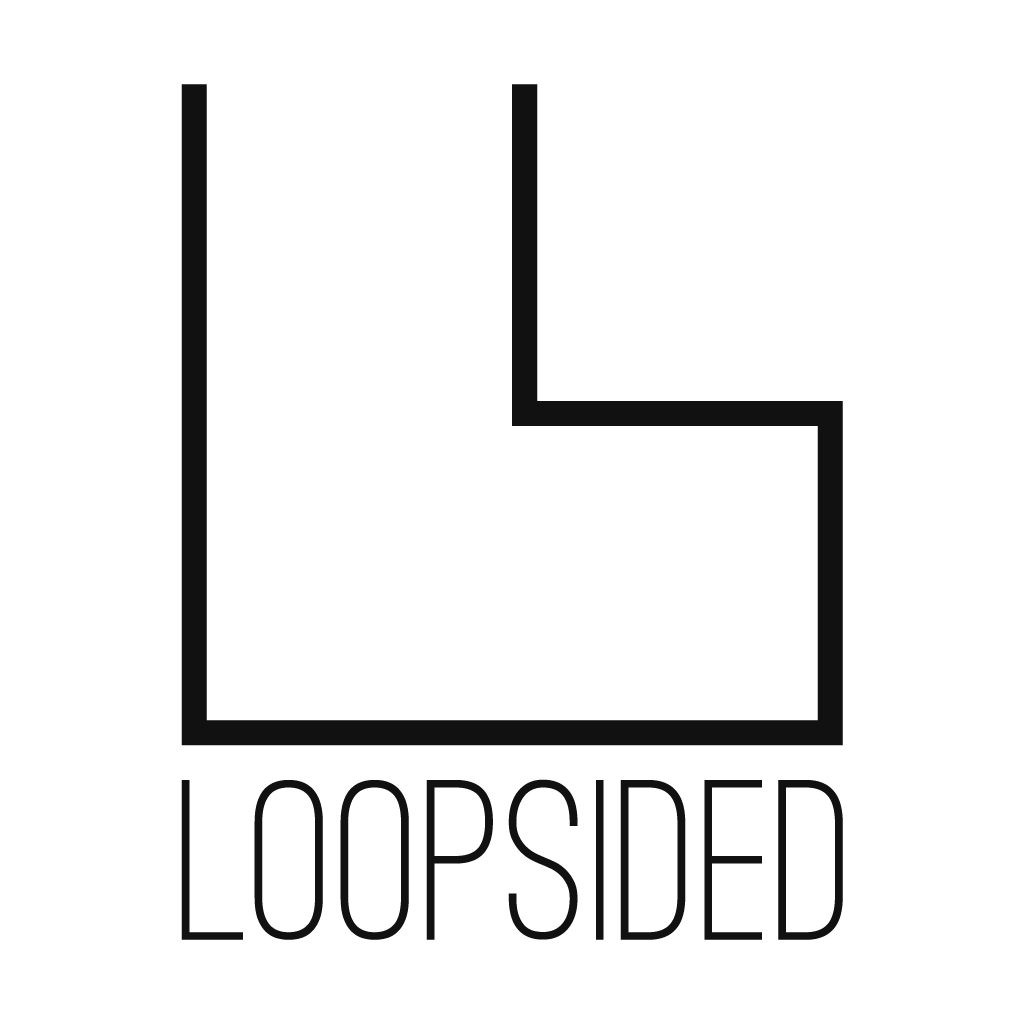
Logo des Musiklabels Loopsided

Loopsided aka Lukas Steiner (* 2. August 1983 in Biel/Bienne) ist ein Schweizer Musikproduzent.
Steiner lebt seit seinem neunten Lebensjahr im Kanton Solothurn. Er absolvierte eine Lehre als Elektroinstallateur und besuchte danach die Tone-art Tontechnikerschule in Wien. In seinem Tonstudio in Langendorf SO arbeitet er mit regionalen Musikern. Er produziert Beats für Hip Hop, R’n’B, Pop, Werbe- und Filmmusik. Zu seinen Kunden gehören Collie Herb und die Rapper Sorgäching und Kym. Als Loopsided veröffentlichte Steiner eigene Produktionen. 2016 wurde er vom Kanton Solothurn mit einem „Förderpreis Musik“ ausgezeichnet. 2017 produzierte er den Beat zur Single Everywhere We Go von Collie Herb und Cali P.

## Werk (Auswahl)
- Sorgaeching – EP 'Soundflash'. 2013.
- Collie Herb - Album 'Authentisch'. 2013.
- Fratelli-B – Champ prod. by Loopsided. 2013.
- Dusty Flavor feat. Reks – Pure. 2013.
- Release Dusty Flavor EP. 2013.
- Collie Herb - C'est la vie prod. by Loopsided. 2014.
- Fratelli-B: Grandios prod. by Loopsided. 2014.
- Sorgaeching x Loopsided - Steilgang. 2015.
- Loopsided - Bad Ass Day LP. 2015.
- Track 'Roadtrip von Fratelli-Bs Album Welt us. 2015.
- Loopsided - November. 2015.
- Collie Herb feat. Cali P – Everywhere We Go (prod. by Loopsided). 2017.